# Jan Willem de Thomèze

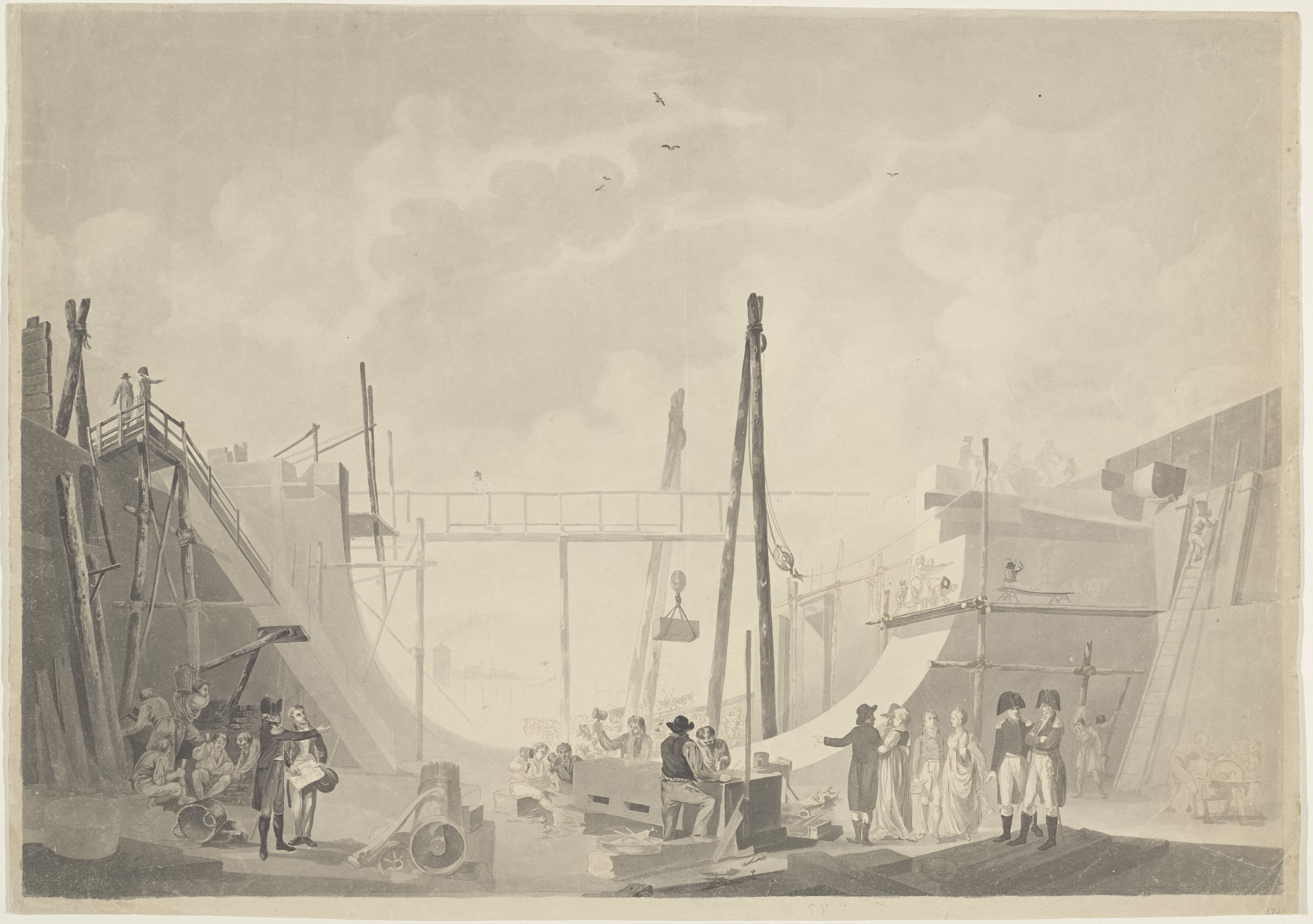
Werk aan de grote schutsluis in het Voorns kanaal, 1803

Jan Willem de Thomèze (20 september 1787 - 20 juni 1873) was een Nederlands waterbouwkundig ingenieur. Hij trad in 1804 in dienst bij de waterstaat als leerling-opzichter op het bureau van inspecteur-generaal F.W. Conrad. In 1807 werd hij benoemd tot tijdelijk landmeter en werd in 1810 geplaatst als ingenieur in Kampen. In het voorjaar van 1811 werd hij ingenieur van bruggen en wegen, 2e klasse. Bij de reorganisatie van de waterstaat in 1816 werd hij bevorderd tot ingenieur van de waterstaat, 1e klasse. Hij bleef in deze functie in Kampen tot 1 juli 1822. Op 7 december 1815 trad hij in het huwelijk met Johanna Henrietta Droop in Zwolle, waar ze gingen wonen, ondanks dat zijn standplaats Kampen was. Uiteindelijk verhuisden ze later naar Kampen, waar hun dochter Henderica werd geboren in mei 1816. In 1816 werd hem de waarneming van hoofdingenieurschap in Drenthe opgedragen. Het lijkt erop dat hij nog steeds in Kampen woonde, aangezien zijn zoon Leonard daar werd geboren. Met ingang van 1 augustus 1824 werd hij in dezelfde functie overgeplaatst naar Henegouwen.
Vanaf oktober 1825 kreeg hij de standplaats 's Gravenhage toegewezen en werd belast met het maken van verschillende ontwerpen voor kanalen, waaronder het kanaal door Voorne en een kanaal van Brussel naar Gorinchem. Het eerstgenoemde kanaal kwam nog vóór de Belgische opstand onder zijn leiding tot stand. Hij heeft hiervoor onder andere onderhandeld met het polderbestuur van de polder Nieuwenhoorn, die door het kanaal werd doorsneden.
Vanaf 1 april 1834 werd hij als hoofdingenieur belast met de provincie Overijssel, gevestigd in Zwolle. Hij bleef in deze functie tot zijn ontslag, dat op 1 mei 1852 werd verleend.
- Biografisch Portaal: 78292833
- International Standard Name Identifier: 0000 0003 9503 888X
- Virtual International Authority File: 289616772